# Юридичний факультет Київського університету Святого Володимира
Це стаття про юридичний факультет, який припинив існування. Про діючий юридичний факультет Київського університету див.  — Юридичний факультет Київського національного університету імені Тараса Шевченка
Юридичний факультет Київського університету Святого Володимира — освітній та науковий підрозділ Київського університету. Заснований 31 жовтня (12 листопада) 1834 року. Фактично розпочав діяльність (заняття) 1835.
На факультеті навчалися багато правознавців, імена яких згодом були відомі не лише в Російській імперії (І. О. Малиновський, Л. Й. Петражицький, Й. О. Покровський, О. Ф. Кістяківський, М. П. Чубинський, В. В. Карпека та ін.); його також закінчили багато юристів-практиків, необхідність підготовки яких виникла, в тому числі, з метою реалізації судової реформи 1864 року.
Припинив свою діяльність в березні 1920 року у зв'язку з військовою агресією радянської Росії та встановленням радянської влади в Києві.
Наступником та продовжувачем академічних традицій факультету став юридичний факультет Київського (від 1994 — національного) університету імені Тараса Шевченка (утворений/відновлений 1937).